# Spányi Miklós
Spányi Miklós (külföldön Mikael Spányi is) (Budapest, 1962. május 2. –) csembaló- és orgonaművész, zenetudós és -tanár.

## Élete
1976 és ’80 között a Bartók Béla Zeneművészeti Szakközépiskolában Fekete Győr István (zeneszerzés) és Krause Annamária (zongora) növendéke volt. A konzervatóriummal párhuzamosan a Fővárosi II. Kerületi Állami Zeneiskolában Kárpáti Józsefnél tanult orgonajátékot. 1980-tól a Zeneakadémián Sebestyén János (csembaló) és Gergely Ferenc (orgona) tanítványa volt. 1987-ben az antwerpeni Királyi Flamand Konzervatóriumban Jos van Immerseel csembalistanövendéke volt. 1988-ban szerezte meg budapesti diplomáját. 1989–90-ben Münchenben Hedwig Bilgramnál tanulta a fortepianojátékot. Több zenei versenyen szerepelt sikerrel.
Már az akadémiai évek alatt, 1983-ban koncertező művész lett. Ebben az évben megalapította saját barokk zenekarát, a Concerto Armonicót. 1987-ig a Capella Savariának is állandó közreműködője volt.
1990-től 2012-ig Ouluban tanított, itt megalapította az Ensemble OpusX finn régizenei együttest.
Jelenleg a budapesti Zeneakadémia mellett a mannheimi Staatliche Hochschule für Musik und Darstellende Kunst és az amszterdami konzervatórium művésztanára. Rendszeresen tart mesterkurzusokat.
A svéd BIS lemezkiadónál Carl Philipp Emanuel Bach összes csembalóversenyét jelentette meg a Concerto Armonicóval és az Ensemble OpusX-szel 20 CD-n, 1994 óta a szóló billentyűs műveit rögzíti, a sorozat 2019-ben a 38. CD-nél tart. Ezeken kívül is számtalan barokk szerző művét vette lemezre.
A 17.–18. századi billentyűs zene specialistája, több szakcikket jelentetett meg, előadást tartott a témában.